# Paranomus longicaulis
Paranomus longicaulis là một loài thực vật có hoa trong họ Quắn hoa. Loài này được Salisb. Ex Knight ## miêu tả khoa học đầu tiên.